# Malinówka Mała
Malinówka Mała (niem. Klein Malinowken, 1938-45 Kleinschmieden) – część wsi Malinówka Wielka w Polsce, położona w województwie warmińsko-mazurskim, w powiecie ełckim, w gminie Ełk.
W latach 1975–1998 Malinówka Mała administracyjnie należała do województwa suwalskiego.